# Budacu de Jos
Budacu de Jos (en hongrois : Szászbudak) est une commune roumaine située dans le județ de Bistrița-Năsăud, en Transylvanie (Roumanie).

## Géographie
La commune est située sur le plateau transylvanien, au pied des monts Călimani. La rivière Budac (affluent du Șieu) la traverse. Elle se trouve à environ 6 km au sud de Bistrița, le chef-lieu du județ.

## Histoire
Budacu de Jos est attestée pour la première fois en 1228, quand le roi André II de Hongrie concède la terre environnante, faisant de cette localité l’une des plus anciennes de la région.

## Administration
La commune comprend cinq villages : Budacu de Jos (chef-lieu), Buduș, Jelna, Monariu et Șimonești.
Le maire, élu en 2020, est Florin‑Sandu Simionca (PSD), en poste depuis 2008. Le conseil communal est composé de 13 conseillers : 9 PSD, 3 AUR et 1 PNL.

## Démographie
Selon le recensement de 2021, la commune compte 3 289 habitants, contre 2 772 en 2011. Parmi eux : 78,6 % de Roumains, 15,7 % de Roms, le reste étant d’origine indéterminée.  
Sur le plan religieux, 83,7 % sont orthodoxes, 7,45 % pentecôtistes, 1,09 % adventistes, et environ 8 % appartiennent à d’autres confessions ou ne sont pas précisés.

## Infrastructures
Le réseau routier se compose de 10,6 km de routes départementales, 24,7 km de voies communales, dont 15 km goudronnés et 20 km empierrés.

## Lieux et monuments
- Église de bois « Schimbarea la Față  » (XVIIᵉ siècle), Budacu de Jos.
- Église orthodoxe « Adormirea Maicii Domnului » (ancienne Église luthérienne), Budacu de Jos.
- Églises luthériennes historiques à Buduș, Jelna et Monariu.

## Personnalités
- Iulian Pop (1880–1923), avocat et homme politique, premier maire roumain de Cluj.